# San Lorenzo (île du Mexique)
Pour les articles homonymes, voir San Lorenzo.
San Lorenzo est une île mexicaine située dans le golfe de Californie au large des côtes de la Basse-Californie.

## Géographie
L'île est située au centre du golfe de Californie et constitue l'île principale de l'archipel homonyme avec les îles Las Animas, Salsipuedes, Rasa, et Partida du sud au nord. Elle est séparée du continent par le canal de Ballenas large d'environ 7 à 10 km. L'île fait environ 7 km de longueur et 3 km de largeur maximales pour 32,058 km2 de superficie totale.
L'île San Lorenzo est inhabitée et abrite un parc naturel national.

## Histoire
En 2007, l'île a été classée avec 244 autres au Patrimoine mondial de l'humanité par l'UNESCO comme Îles et aires protégées du Golfe de Californie.